# Barthood
Barthood é o nono episódio da vigésima sétima temporada da série de animação de comédia Os Simpsons, sendo exibido originalmente na noite de 13 de Dezembro de 2015 pela Fox Broadcasting Company (Fox) nos Estados Unidos. No episódio, a história da vida de Bart, que mede dos seis anos até a idade adulta, é contada.
O episódio, que é uma paródia do filme Boyhood, foi recebido de forma mista pela crítica de televisão especializada e de acordo com o instituto de mediação de audiências Nielsen, foi assistido por 5,97 milhões de espectadores em sua exibição original e recebeu uma quota de 2.4/7 no perfil demográfico de telespectadores entre os 18 aos 49 anos de idade.

## Produção
"Barthood" foi escrito por Dan Greaney e dirigido por Rob Oliver, sob o código de produção "VABF02". Greaney é um roteirista de longa data dos Simpsons. Seu primeiro trabalho foi no episódio "King-Size Homer", da sétima temporada da série. Seu mais recente episódio foi "Diggs", da vigésima quinta temporada, em 2014. Além de Simpsons, Greaney também já escreveu dois episódios para a série The Office. Oliver já trabalhou nesta temporada. Ele foi responsável pela direção de "Puffless", além de já ter dirigido outros dez episódios da série, iniciando com "Funeral for a Fiend", em 2007.
O episódio foi anunciado em 11 de Julho de 2015, por Matt Groening, criador da série, na edição de 2015 San Diego Comic-Con. O produtor Al Jean disse que o episódio seria como no filme Boyhood, acompanhando as diferentes fases da vida de Bart. Jean ainda disse que espera que o diretor Richard Linklater desfrute da homenagem da série ao seu filme. Nancy Cartwright, que interpreta a voz de Bart Simpson, afirmou que o episódio foi um dos mais difíceis de trabalhar, principalmente por precisar fazer diversos tipos de entonações diferentes: "Foi duro porque Bart teve 2, 6, 13 e 14 anos", disse.

## Enredo
O episódio inicia com Homer e Bart, com seis anos de idade, deitados sobre a grama. Bart pergunta coisas sobre a natureza para seu pai, apenas para Homer perguntar o por que ele deixou seu carro de brinquedo na escada, resultando em uma queda terrível. A família decide levar Bart para casa de Abraham, seu avô, para deixá-lo longe de Homer. Quando Bart pergunta para seu avô sobre brincar com carros de brinquedo, ele se lembra de um carro velho que comprou em 1954 e tinha esquecido, na garagem. Bart pergunta se pode sentar-se no carro, mas o vovô revela que Bart pode realmente dirigi-lo.
O episódio avança dois anos para o futuro, com Bart ainda dirigindo o carro de seu avô, atrasado para a aula de leitura. O Professor Frink tenta ensiná-lo a ler, sem muito sucesso, e descobre que Lisa, dois anos mais jovem, pode ler quase perfeitamente. Mais tarde, Lisa pinta um barco no mar, ao qual Marge decide colocar sobre o sofá. Bart revela que ele fez uma pintura em toda a cozinha. Enquanto Homer está pintando as paredes e móveis para sua cor original, Bart tenta impressionar Lisa dirigindo o carro de Homer, mas acaba lançando-o através da parede da cozinha, quase atropelando seu pai. Homer e Marge decidem ir a uma psicóloga para descobrir o por que seu filho é um causador de problemas. Ela diz que é por causa da falta de atenção de Homer para ele, e então ela sugere que eles deveriam acampar juntos. Mas, ao invés de levá-lo para acampar, Homer apenas se hospeda em um hotel na estrada, passando a noite toda assistindo hóquei no gelo, fazendo Bart ficar triste. De volta para casa, ele descobre que Lisa é a aluna do mês na Escola Primária de Springfield, mesmo que ela só tenha frequentado há um mês, enquanto Bart está lá há dois anos e não ganhou nada. Homer tenta se reconciliar com ele, dizendo que ele ama os dois na mesma quantidade: 40%. Bart faz um adesivo para colar no carro de Homer, mas ele ignora-o, porque não há mais espaço para adesivos em seu para-choque.
O episódio avança ao 12º aniversário de Bart, onde Lisa recebe a notícia de que ela é a estudante do mês na Escola durante 48 meses consecutivos. Bart fica irritado porque sua irmã pode lhe ofuscar até mesmo em sua festa de aniversário, e então ele decide andar de skate com Milhouse. Eles quebram as lâmpadas da rua no percurso, e Milhouse acaba sendo preso e levado para a detenção juvenil, enquanto Bart estava escondido dentro do Castelo dos Aposentados de Springfield, onde vovô lhe dá uma bicicleta BMX de presente.
Três anos mais tarde, Bart, agora com 15 anos, é bom em fazer acrobacias com sua bicicleta. Marge e Lisa vão para um acampamento juntas, deixando Homer e Bart sozinhos em casa. Marge menciona que esta poderia ser a última chance de Homer ter uma relação estreita com Bart. Porém, eles se falam apenas por alguns segundos, e Homer acaba deixando-o sozinho em casa mais uma vez. Bart dá uma festa em sua casa e descobre que seu pai está fumando maconha no andar de cima, onde Homer revela que era exatamente como Bart, mas quando ele nasceu, isso significava que ele não era mais uma criança. Eles se abraçam, mas o momento é arruinado quando Homer menciona que Bart sempre será "um fracassado".
Bart vai ao túmulo do avô, onde ele recebe a ideia de ir para uma competição de bicicletas BMX, onde ele nunca seria ofuscado por Lisa. Em uma de suas acrobacias, porém, ele se distrai com a sombra de Lisa, atinge o solo muito duro e desmaia. Porém, ele é trazido de volta à consciência por Lisa, que é então proclamada como uma heroína, deixando Bart irritado. Ele, então, decide fazer caricaturas no porto, onde é convidado a festa de formatura de Milhouse. Ele estava relutante em ir porque sua irmã está se formando no mesmo ano como eles, mas ele decide ir de qualquer maneira. Na festa, os pais de Milhouse discutem na frente dele, e então Lisa tenta deixá-lo feliz, dizendo que ele está "mais bonito do que nunca", fazendo Milhouse responder que ela é a melhor pessoa que está na festa. Bart fica irritado por ser sempre o segundo melhor Simpson em tudo, mas Lisa o confronta, dizendo que ela está cansada dele culpa-la por cada revés em sua vida. Bart decide tomar raiva de sua irmã como um conselho.
Dois anos mais tarde, Bart abre uma loja de personalização de bicicletas, onde é surpreendido por Nelson, que decide devolver todo o dinheiro que ele roubou no almoço da escola, dando à Bart cerca de cinco mil dólares. Ele também fica surpreso ao ver que Lisa e Nelson estão namorando (novamente). Ele mostra uma pintura gigante em uma parede, onde retrata vários momentos através de sua vida. Lisa percebe que ela não está em qualquer parte da pintura, assim Bart reduz uma das portas da loja para mostrar a ela uma pintura gigante feita em sua homenagem como uma de suas irmãs favoritas. Nelson descobre que El Barto é, na verdade, Bart.
De volta ao gramado, Homer finalmente responde (agora como um adulto) as questões de Bart (entre outras coisas, a cor do céu é cinza devido a poluição) e termina por aconselhar o seu filho para fingir estar falando no telefone se alguém tenta lhe pedirb algo— que ele imediatamente coloca em ação quando Bart tenta fazer outra pergunta.

## Recepção
"Barthood" foi exibido originalmente na noite de 13 de Dezembro de 2015, um domingo, pela Fox Broadcasting Company nos Estados Unidos. De acordo com o sistema de mediação Nielsen, o episódio foi assistido por 5,97 milhões de telespectadores, e recebeu uma quota de 2.4/7 no perfil demográfico de telespectadores entre os 18 aos 49 anos de idade. Foi o terceiro programa mais assistido da Fox naquela noite, sendo superado apenas pela transmissão do futebol Americano (28,88 milhões) e o pós-jogo (13,05 milhões). Além de ter sido o líder em seu horário de exibição, superando Madam Secretary, da CBS, (1.3/4, 10,14) e Behind the Magic: Snow White and the Seven Dwarfs, da ABC, (0.7/3, 3,43), The Simpsons foi o programa roteirizado que melhor pontuou na televisão aberta americana naquela noite. Apresentou um aumento de 440 000 telespectadores, aproximadamente, a partir do último episódio, "Paths of Glory", que na ocasião foi assistido por cerca de 5,53 milhões de telespectadores.
No geral, o episódio foi recebido de forma mista pela crítica de televisão especializada. Dennis Perkins, do The A.V. Club, foi negativo, e o avaliou com um C, comentando que o episódio "perde o ponto quase que completamente. Em vez de utilizar a estrutura de lapso de tempo e emprestar uma nova visão sobre a mente de Bart Simpson, o roteiro de Dan Greaney apenas rechaça as mesmas batidas do velho personagem do show e piadas com diferentes cortes de cabelo. Como a oportunidade perdida se vai, "Barthood" é especialmente desanimador." Tony Sokol do Den of Geek foi mais positivo, e deu ao episódio 4 estrelas de 5, dizendo que o episódio "foi bem feito e inteligente, comovente e engraçado, mas foi um episódio "mudo" no geral. Geralmente, Os Simpsons usam a paródia de um filme como um trampolim para a loucura, mas às vezes eles são demasiado respeitosos. Ele se manteve fiel ao estilo e sentido do original, que é usado para transmitir as caracterizações. Mas, como na maioria dos episódios baseados no futuro, há contradições e eles um dia vão ser contrariados. Este foi um episódio inspirado em que ficamos do lado seguro. Espere, eu tenho que atender uma chamada."